# 短葉茳芏
短叶茳芏（學名：[Cyperus malaccensis var. brevifolius] 错误：{{Lang}}：文本有斜体标记（帮助）），俗称咸水草，是一种莎草科植物，為茳芏的變種。

## 形态
多年生草本，根状茎匍匐，木质，莖部呈三角形，基部有1～2叶片。叶片短或有时极长，叶鞘很长，包裹茎的下部。夏季开绿褐色小花，由穗状花序集成复出的聚伞花序。

## 種植
鹹水草需要田地種植，由於需要種在海水及淡水的交界，鹹水草因而得名。每年春季，農民會用成熟的鹹水草頭插秧，到了夏季便有收成。而收割後的鹹水草需要即時從中間破開。

## 功用
中國華南地區昔日綑綁東西的主要工具，常見於傳統市場，隨著膠袋的興起，鹹水草於1980年代末幾乎被淘汰，但現時在紮粽及大閘蟹時仍有使用。鹹水草以較長及較韌為上品，因為可以方便綑綁及避免輕易折斷。